# Мурамаса

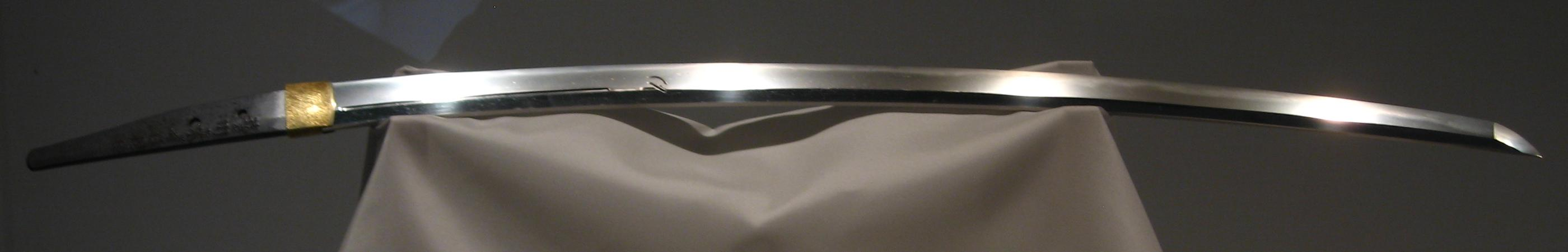
Клинок Мурамасы

Мурамаса (яп. 千子 村正 Сэндзи (или Сэнго) Мурамаса) — знаменитый мечник и кузнец, живший в Японии в период Муромати (предположительно в XVI веке), основатель оружейной школы Мурамаса. Его иногда называют современником или учеником другого великого мастера — Масамунэ, однако это неверно, так как последний жил двумя веками ранее. По преданию, клинки Мурамасы «жаждут кровопролития» и приносят зло, тогда как мечи Масамунэ считаются атрибутом спокойного и невозмутимого воина.

## Школа и династия
Школа изготовления мечей из провинции Исэ славилась необычайной остротой своих клинков. Самая первая из её известных работ датирована 1501 годом. Школа Мурамаса продолжала существовать по крайней мере до конца XVI века.
Считается, что Мурамаса был учеником Хэйандзё Нагаёси, известного мастера копий и чеканки, работавшего в Киото.
Согласно ряду источников, мастеров по имени Мурамаса было несколько — речь, вероятно, идёт о целой династии оружейников. В таком случае, Сэндзи Мурамаса был первым известным её представителем (работал около 1460 года). Он получил духовное имя Нюдо Мёдаи, но подписывался всегда светским именем. Вторым в династии был его сын, которого также звали Сэнго и он подписывался точно такими же двумя иероглифами — Сэнго Мурамаса.
Историки до сих пор теряются в догадках — сколько же на самом деле поколений было в этой династии. Дело в том, что мастера Мурамаса не ставили дат на своих клинках, и до наших дней дошел всего один меч с датой. Скорее всего, это меч второго Мурамаса. Однако, если это на самом деле так, первый Мурамаса никак не мог жить в то же время, что и его предполагаемый учитель Масамунэ. Между тем, большинство старинных книг и хроник настаивают на том, что между двумя этими величайшими мастерами существует преемственность.
Исходя из этого факта историки сделали предположение, что в династии было ещё одно поколение — четвёртое — о котором не осталось никаких упоминаний в летописях.

## Наследие
Несмотря на непревзойденное качество закалки и ковки официальные эксперты, такие как Хонами Котобу, называли клинки Мурамаса низменными, кровожадными и недостойными и вычеркивали их из реестров своей гильдии. Клинки Масамунэ, напротив считались не только качественными, но и «высоконравственными».
До наших дней дошло всего около 40 мечей Мурамаса, из которых четыре находятся в музейных коллекциях, остальные — у частных коллекционеров.
Из-за уникальной легенды клинков Мурамаса они стали частью неотъемлемой истории Японии и часто упоминаются в литературе и театральных постановках.

## Характеристики мечей Мурамаса
Мечи Мурамаса известны своими невероятными характеристиками, и все связанные с ними мистические истории обязаны именно им. Клинки мастера Мурамаса отличались невероятной остротой и прочностью, и обладать ими считали за честь выдающиеся самураи.
Мечи всех троих мастеров обладали следующими характеристиками:
- Мечи больше похожи на традицию Мино, а не Масамунэ. Но по сути, мечи сочетают в себе характеристики и той, и другой традиции.
- Клинки следующих типов: катана, вакидзаси, танто, несколько тати и немного яри (копья). В целом по форме они соответствовали лезвиям Мино, за исключением того, что клинок был более широким и тонким, синоги (ребро) размещалась выше, острие было длиннее.
- Текстура поверхности — итамэ-масамэ (прямая слоистость).
- Цвет поверхности — чистый темно-синий с ниэ (относительно крупнозернистые зеркально-подобные частицы мартенситы на линии закалки).
- Линии закалки волнистые, или напоминающие по форме голову божества Дзидзо.
- Линия хамон с одной стороны клинка зеркально повторяет хамон противоположной стороны. Кроме этого, хамон мастера с очень мелкими деталями, практически касающийся ха.
- Хоримоно (гравировка) на клинке встречается редко, гораздо чаще бывают долы.
- Хвостовик формы «живот рыбы».
- Хамон с поверхностью нанако (поверхность в виде «икры рыбы»), в которой гранулы расположены диагональными линиями с образованием ромбиков, или нотарэ — волнистая линия, смешанная с хако (неровная линия с «коробочками»), многие с укрупнением к рукояти. Основание линий часто продолжается до края, иногда с аси (тонкие секторы мягкой стали на клинке, идущие до самой режущей кромки лезвия). Цвет якибы (закаленной части клинка) чистый кристальный белый с голубоватым оттенком.